# Calligraphidia opulenta
Calligraphidia opulenta là một loài bướm đêm trong họ Noctuidae.